# بابلو مارين (لاعب كرة قدم)
بابلو مارين هو لاعب كرة قدم إكوادوري في مركز الوسط، ولد في 22 أغسطس 1965 في Biblián Canton ‏ في الإكوادور. لعب مع إل. دي. يو. كيتو.

## وصلات خارجية
- بابلو مارين (لاعب كرة قدم) على موقع ناشيونال فوتبول تيمز (الإنجليزية)